# 肖尼鎮區 (伊利諾伊州加拉廷縣)
肖尼鎮區（英語：Shawnee Township）是位於美國伊利諾伊州加拉廷縣的一個行政鎮區。

## 地方資料
根據2010年美國人口普查的數據，肖尼鎮區的面積為62.80平方千米，當中陸地面積為62.80平方千米，而水域面積為0.00平方千米。當地共有人口211人，而人口密度為每平方千米3.36人。